# کنت بریله لارسن
کنت بریله لارسن (دانمارکی: Kenneth Brylle Larsen؛ زادهٔ ۲۲ مهٔ ۱۹۵۹) بازیکن فوتبال اهل دانمارک است.

## باشگاهی
از باشگاه‌هایی که در آن بازی کرده‌است می‌توان به باشگاه فوتبال سابادل، باشگاه فوتبال المپیک مارسی، وایله بلدکلوب، باشگاه فوتبال کلوب بروخه، باشگاه فوتبال پی‌اس‌وی آیندهوون، باشگاه فوتبال اندرلشت،اشاره کرد.

## تیم ملی
وی همچنین در تیم‌های ملی فوتبال Denmark U–19 و Denmark U–21 و دانمارک بازی کرده‌است.